# 23 септември
23 септември е 266-ият ден в годината според григорианския календар (267-и през високосна). Остават 99 дни до края на годината.

## Събития
- 867 г. – Василий I Македонец извършва преврат, като убива император Михаил III и заема византийския императорски трон.
- 1122 г. – Папа Каликст II и император Хайнрих V сключват Вормски конкордат, с което се прекратява Борбата за инвеститурата.

- 1821 г. – Град Триполица в Гърция е превзет и около 30 000 мюсюлмани са избити по време на Гръцката война за независимост.
- 1846 г. – Германският астроном Йохан Готфрийд Гал открива планетата Нептун, използвайки математическите предположения на френския математик Юрбен Льоверие.
- 1868 г. – Пуерто Рико обявява независимост.
- 1875 г. – 15-годишният Уилям Бони (Били Хлапето) – легендарен американски престъпник, е арестуван за първи път.
- 1902 г. – Избухва Горноджумайското въстание.
- 1912 г. – Балканската война: С указ на цар Фердинанд I е формирано Македоно-одринско опълчение начело с генерал Никола Генев и с началник-щаб майор Петър Дървингов.
- 1923 г. – В България започва Септемврийското въстание.
- 1932 г. – Създадено е Кралство Саудитска Арабия.
- 1932 г. – Излиза първият брой на списание Пламък.
- 1943 г. – Втора световна война: Създадена е т.нар. Република Сало.
- 1944 г. – Към РМС е създадена детско-юношеска организация, наречена по-късно Димитровска пионерска организация „Септемврийче“.
- 1947 г. – В Софийския централен затвор е изпълнена смъртната присъда на земеделския лидер Никола Петков.
- 1948 г. – България отправя молба до ООН за членство в организацията.
- 1955 г. – В Лондон е подписана спогодба за уреждане финансовите задължения на Народна република България към Великобритания.
- 1963 г. – Куба се присъединява към ЦАОП (Централноамерикански общ пазар).
- 1973 г. – Хуан Перон е избран за втори път за президент на Аржентина, след като през 1955 г. е свален чрез държавен преврат.
- 1975 г. – В курортния комплекс „Албена“ започва XX конгрес на Международната асоциация на кинопрегледите и кинохрониките.
- 1982 г. – Завършва посещението на генералния секретар на ЦК на ЧКП и президент на Чехословакия Густав Хусак в Народна република България. Подписани са основни насоки за задълбочаване на икономическото и научно-техническото сътрудничество между двете страни.
- 1983 г. – Държавата Сент Китс и Невис става член на ООН.
- 1994 г. – Левски София разгромява ЦСКА София със 7:1.
- 1996 г. – С решение на Управителния съвет на БНБ девет банки с ликвидни проблеми са поставени под особен надзор. Това са ТС Банк, Балканбанк, Стопанска банка, Бизнес банка, Елит Банка, ТБ „Славяни“, ТБ „Моллов“, Ямболска и Добруджанска банка.
- 1999 г. – По време на 6-часовото си посещение в България германският канцлер Герхард Шрьодер заявява, че България може да бъде поканена за присъединяване към ЕС.
- 2002 г. – Излиза първата публична версия на уеб браузъра Mozilla Firefox (Phoenix 0.1).
- 2003 г. – В резултат на енергиен срив няколко милиона граждани на Дания и Швеция остават за 2 часа без електрически ток.
- 2006 г. – Ежегодният Парад на любовта се провежда в Сан Франциско.

## Родени
- 480 пр.н.е. – Еврипид, гръцки драматург († 406 пр.н.е.)
- 63 пр.н.е. – Октавиан Август, римски император († 14 г.)
- 1713 г. – Фернандо VI, испански крал († 1759 г.)
- 1759 г. – Клотилд Френска, френска принцеса († 1802 г.)
- 1781 г. – Анна Фьодоровна, велика руска княгиня († 1860 г.)
- 1783 г. – Петер фон Корнелиус, немски художник
- 1791 г. – Йохан Енке, немски астроном († 1865 г.)
- 1861 г. – Роберт Бош, немски индустриалец († 1942 г.)
- 1865 г. – Сюзан Валодон, френска художничка († 1938 г.)
- 1869 г. – Христо Бурмов, български военен деец († 1936 г.)
- 1870 г. – Крум Прокопов, български революционер († 1950 г.)
- 1880 г. – Джон Бойд Ор, британски политик, Нобелов лауреат († 1971 г.)
- 1885 г. – Иван Илиев, български революционер († 1923 г.)
- 1885 г. – Чудомир Кантарджиев, български революционер († 1924 г.)
- 1890 г. – Пандо Киселинчев, български скулптор († 1980 г.)
- 1890 г. – Фридрих Паулус, немски генерал († 1957 г.)
- 1892 г. – Георги Дамянов, деец на БКП († 1958 г.)
- 1897 г. – Пол Делво, белгийски художник († 1994 г.)
- 1901 г. – Ярослав Сейферт, чешки писател, Нобелов лауреат († 1986 г.)
- 1904 г. – Зорка Йорданова, българска артистка († 1970 г.)
- 1907 г. – Ан Декло, френска журналистка, преводачка и писателка († 1998 г.)
- 1915 г. – Клифърд Шул, американски физик, Нобелов лауреат († 2001 г.)
- 1916 г. – Алдо Моро, министър-председател на Италия († 1978 г.)
- 1920 г. – Мики Руни, американски актьор († 2014 г.)
- 1925 г. – Николай Кауфман, български музиковед († 2018 г.)
- 1926 г. – Джон Колтрейн, американски саксофонист († 1967 г.)
- 1930 г. – Рей Чарлс, американски музикант († 2004 г.)
- 1931 г. – Хили Кристъл, американски бизнесмен, собственик на музикалния клуб CBGB († 2007 г.)
- 1933 г. – Иван Иконописов - Бебето, български плувец († 2015 г.)
- 1933 г. – Кольо Севов, български писател († 1991 г.)
- 1934 г. – Пер Улув Енквист, шведски писател († 2020 г.)
- 1936 г. – Валентин Паниагуа, перуански политик († 2006 г.)
- 1938 г. – Роми Шнайдер, австрийска актриса († 1982 г.)
- 1943 г. – Тануджа, индийска актриса
- 1943 г. – Хулио Иглесиас, испански певец
- 1946 г. – Валентин Александров, български министър († 2008 г.)
- 1946 г. – Енрико Катуци, италиански треньор († 2006 г.)
- 1946 г. – Франц Фишлер, австрийски политик
- 1949 г. – Брус Спрингстийн, американски певец
- 1950 г. – Сашка Братанова, българска актриса
- 1951 г. – Милко Калайджиев, български певец
- 1953 г. – Димитър Атанасов, български писател († 2014 г.)
- 1954 г. – Иван Сосков, български математик († 2013 г.)
- 1956 г. – Паоло Роси, италиански футболист († 2020 г.)
- 1957 г. – Христо Гърбов, български актьор
- 1957 г. – Валентин Делиминков, български футболист
- 1958 г. – Лита Форд, американска певица
- 1959 г. – Наталия Пушкарьова, руска историчка
- 1960 г. – Джейсън Картър, британски актьор
- 1970 г. – Ани Дифранко, американска певица
- 1972 г. – Рейчъл Ямагата, американска актриса
- 1973 г. – Артим Шакири, македонски футболист
- 1977 г. – Диджей Балтазар, български диджей
- 1978 г. – Кристиян Добрев, български футболист
- 1979 г. – Росен Каптиев, български футболист
- 1982 г. – Венелина Хаджиева, българска актриса
- 1983 г. – Магда, българска попфолк певица
- 1984 г. – Матей Казийски, български волейболист
- 1985 г. – Еви Ван Акер, белгийска ветроходка
- 1985 г. – Маки Гото, японска певица
- 1988 г. – Хуан Мартин дел Потро, аржентински тенисист
- 1990 г. – Чаатай Улусой, турски актьор и модел

## Починали
- 877 г. – Игнатий, патриарх на Константинопол (* 799 г.)
- 1253 г. – Венцеслав I, крал на Бохемия (* 1205 г.)
- 1813 г. – Софроний Врачански, български духовник и писател (* 1739 г.)
- 1835 г. – Винченцо Белини, италиански композитор (* 1801 г.)
- 1836 г. – Мария Малибран, испанска оперна певица (* 1808 г.)
- 1853 г. – Иван Шопов, български библиограф (* 1826 г.)
- 1869 г. – Йохан Георг фон Хан, австрийски дипломат и учен (* 1811 г.)
- 1870 г. – Проспер Мериме, френски писател и драматург (* 1803 г.)
- 1877 г. – Юрбен Льоверие, френски математик (* 1811 г.)
- 1882 г. – Карл Шпицвег, немски художник (* 1808 г.)
- 1882 г. – Фридрих Вьолер, немски химик (* 1800 г.)
- 1888 г. – Франсоа Аший Базен, френски генерал (* 1811 г.)
- 1889 г. – Уилки Колинс, британски писател (* 1884 г.)
- 1903 г. – Аце Трайчев, български революционер (* ? г.)
- 1903 г. – Стерьо Наку, български революционер (* ? г.)
- 1903 г. – Янаки Магарещанец, български революционер (* ? г.)
- 1904 г. – Гюрчин Наумов, български революционер (* 1851 г.)
- 1904 г. – Емил Гале, френски художник, работил със стъкло (* 1846 г.)
- 1923 г. – Георги Казепов, български революционер и учител (* 1880 г.)
- 1923 г. – Димитър Кондов, деец на БКП (* 1880 г.)
- 1939 г. – Зигмунд Фройд, австрийски психиатър и психолог (* 1856 г.)
- 1943 г. – Александър Вутимски, български поет (* 1919 г.)
- 1947 г. – Никола Петков, български политик (* 1893 г.)
- 1953 г. – Гончигийн Бумценд, монголски политик (* 1881 г.)
- 1970 г. – Бурвил, френски актьор (* 1917 г.)
- 1973 г. – Пабло Неруда, чилийски писател, Нобелов лауреат (* 1904 г.)
- 1994 г. – Робърт Блох, американски писател (* 1917 г.)
- 2004 г. – Раджа Рамана, индийски ядрен физик (* 1925 г.)
- 2017 г. – Петко Радев, български кларинетист и музикален педагог (* 1933 г.)
- 2018 г. – Росица Данаилова, българска актриса (* 1933 г.)

## Празници
- В старославянските традиции – Празник на плодородието и равноденствието
- Начало на астрономическата есен
- Киргизстан – Ден на държавния език
- Литва – Ден на загиналите във войните
- Саудитска Арабия – Празник на обединението на кралството (1923 г., национален празник)
- Япония – Празник на есенното равноденствие